# 배빙턴 음모사건

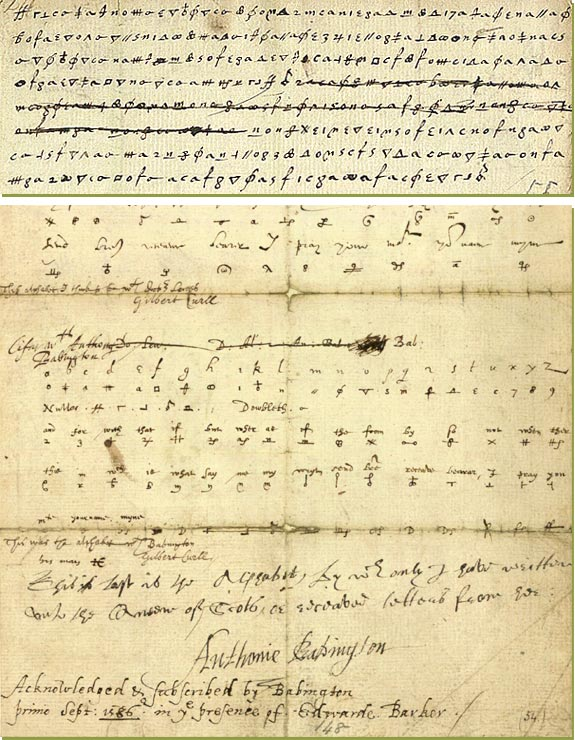

베빙턴 음모사건이란 영국 가톨릭 교도가 엘리자베스 1세의 암살과 감금 중인 스코틀랜드 여왕 메리 1세의 구출을 기도한 사건이다. 배빙턴이 중심이 되어 런던에서 예수회(會)를 지지하는 비밀결사(祕密結社)를 조직, 여왕의 암살과 메리의 구출을 계획하였다. 그러나 1586년 여왕의 측근인 F.월싱엄에게 음모가 탐지되어, 배빙턴과 그 일파는 사전에 체포 처형되었다. 영국 국민들은 메리가 이 사건에 관련되었다고 격분하여 그 심문을 정부에 강요하고, 엘리자베스는 부득이 이를 받아들여 메리도 처형하였다.